# Йоганнес Грімм
Йоганнес Грімм (нім. Johannes Grimm; 5 грудня 1897, Хемніц — 28 травня 1947, Ландсберг-ам-Лех) — оберштурмфюрер СС, начальник кар'єру в концентраційному таборі Маутгаузен.

## Біографія
Учасник Першої світової війни.
З 1 березня 1941 до 5 травня 1945 року був начальником кар'єру в Маутгаузені. До 10 квітня 1942 року був цивільним робітником, потім приєднався до військ СС. З 8 жовтня 1941 року — член загальних СС.
Грімм жорстоко знущався над підконтрольними ув'язненими, б'ючи їх підручними предметами (наприклад, лопатою), до втрати свідомості. Іноді побиття навіть призводило до смерті. Окрім цього, в якості покарання Грімм позбавляв ув'язнених продовольчого пайку, що у важких умовах кар'єру призводило до швидкого виснаження організму ув'язнених.
Після війни Грімм постав перед американським військовим трибуналом в Дахау (процес над колишніми службовцями Маутгаузену) і був засуджений до смертної кари. 28 травня 1947 року повішений у в'язниці Ладсберга.

## Нагороди[1]

### Перша світова війна
- Залізний хрест 2-го класу
- Чорний нагрудний знак «За поранення»
- Медаль Фрідріха-Августа в сріблі і бронзі (Саксонія)

### Міжвоєнний період
- Почесний хрест ветерана війни з мечами

### Друга світова війна
- Медаль Воєнних заслуг
- Хрест Воєнних заслуг 2-го класу
- Медаль «За турботу про німецький народ»
- Почесна шпага рейхсфюрера СС
- Кільце «Мертва голова»
- Йольський свічник